# Stadionul Nijni Novgorod
Stadionul Nijni Novgorod (rusă: Стадион Нижний Новгород) este un stadion de fotbal în construcție în orașul Nijni Novgorod, capitala regiunii Nijni Novgorod, subdiviziune administrativă în Federația Rusă. În conformitate cu decizia FIFA, stadionul va găzdui mai multe jocuri la Campionatul Mondial de Fotbal 2018 și va servi, de asemenea, ca stadionul de origine al clubului de fotbal FC Olimpets. Stadionul va avea o capacitate de 44,899 de spectatori.